# Фрейлинский шифр

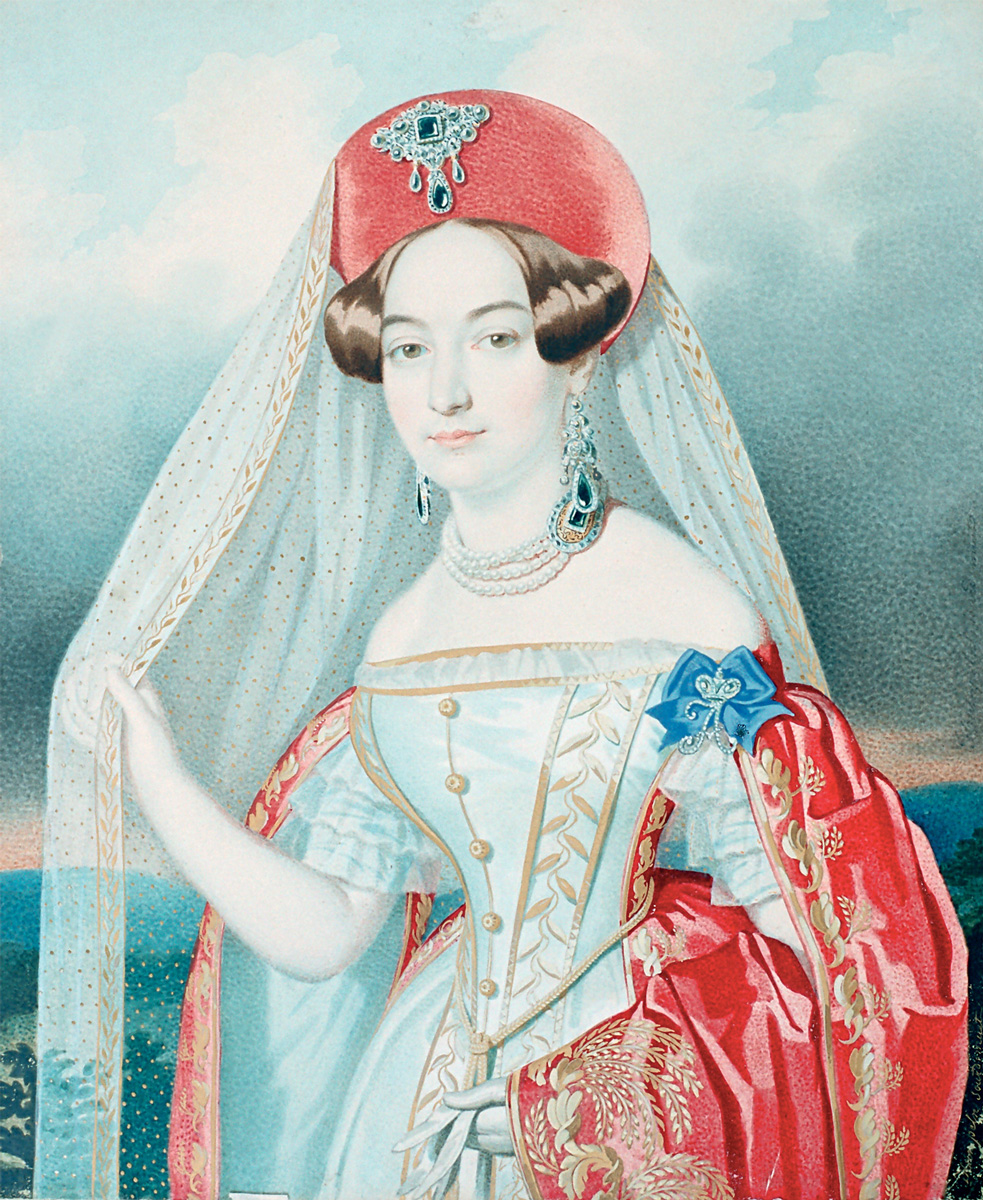
Портрет неизвестной фрейлины (с шифром императрицы Александры Федоровны и в официальном придворном платье)

Фрейлинский шифр, фрейлинский вензель, фрейлинский знак, шифр с вензелем — при российском императорском дворе золотой, усыпанный бриллиантами знак отличия, который носили придворные дамы в должности фрейлин.
Представлял собой брошь в виде одного инициала (монограммы) императрицы; или же двух сплетенных инициалов императрицы и её свекрови — вдовствующей императрицы (такой знак назывался «двойной»). Фрейлины великих княгинь и княжон также имели свои вензеля. Композиция увенчивалась стилизованной императорской короной. Их носили на банте цвета Андреевской голубой ленты, прикрепляя к платью на левой стороне корсажа. «Быть пожалованной шифром» — означало получить придворное назначение на должность фрейлины.

## Обычай
Вензеля появились при императрице Екатерине Великой (до этого статс-дамам жаловались осыпанные бриллиантами портреты).
Александр Пушкин приводит следующее предание об их изобретении: «При Елисавете было всего три фрейлины. При восшествии Екатерины сделали новых шесть — вот по какому случаю. Она, не зная, как благодарить шестерых заговорщиков, возведших её на престол, заказала шесть вензелей, с тем, чтоб повесить их на шею шестерых избранных. Но Никита Панин отсоветовал ей сие, говоря: „Это будет вывеска“. Императрица отменила своё намерение и отдала вензеля фрейлинам». (Однако он ошибается — фрейлин было не три, а гораздо больше).
С другой стороны, появление вензелей фрейлин некая «старушка X» в рассказах А. О. Россет-Смирновой (в записи её дочери Ольги) связывает с царствованием Елизаветы Петровны: «Оказывается, что императрица Елизавета ввела шифры, раньше для военных, а потом отменила их и дала четырем своим фрейлинам».
Стоимость вензеля в момент покупки могла составлять 500—900 рублей (на аукционе Christie’s на 2012 год — от 30 тыс. до 150 тыс. долл.). Шифры изготовлялись по заказу Кабинета Его Императорского Величества и имели порядковые номера. В царствование Николая II их изготавливали, в основном, в мастерской главного поставщика Кабинета Е. И. В. в 1894—1911 годах Карла Гана (Karl Hahn).
Получение фрейлинского шифра было зримым воплощением мечты. Когда 13 марта 1855 года А. Ф. Тютчева получила свой фрейлинский шифр, она немедленно записала в дневнике: «Сегодня вечером, когда я пришла на вечер, императрица подала мне маленький футляр со своим шифром из бриллиантов, на который я имею право как фрейлина царствующей императрицы». Следовательно, — заключает И. Зимин, шифры могли вручаться и после обретения официального статуса фрейлины, шифр вручался лично императрицей и происходило это в неофициальной обстановке.
«Следует подчеркнуть, что традиция вручения фрейлинского шифра лично правящими и вдовствующими императрицами жестко соблюдалась вплоть до начала 1900-х гг. Только последняя императрица „смело“ нарушила эту традицию, отказавшись от права раздавать молодым девушкам царский шифр. Это глубоко оскорбило русскую аристократию и лишило Александру Федоровну последних крох популярности. Подобное решение императрицы ещё раз продемонстрировало и то, насколько она не понимала и не желала понимать психологию российской аристократии, и то, что мнение этой аристократии ей было безразлично. Неудивительно, что ей платили тем же. Следует заметить, что вдовствующая императрица Мария Федоровна вплоть до начала 1917 г. добросовестно выполняла эту обязанность, от которой столь легкомысленно отказалась её невестка».
Сохранилось большое количество портретов, изображающих бывших фрейлин — уже замужними дамами, в обычном, а не в придворном платье: очевидно, что вензеля оставались в их собственности и в отставке.
Известно, что с 1894 по 1917 гг. изготовлено 447 двойных шифров (с вензелем вдовствующей императрицы Марии Федоровны и императрицы Александры Федоровны, причем на сегодняшний день имеются сведения лишь о нескольких сохранившихся подобных шифрах: в финском музее г. Порвоо, в музее Натуральной истории г. Хьюстон; принадлежавший А. А. Вырубовой (1903), принадлежавший Надежде Сергеевне Толстой (1902), Анне Владимировне Остен-Сакен-Кобург (1896), Ольге Александровне Нирот (1904).

## Хронология
|   | Инициал | Илл. | Императрица | Период (c наложением годов) |
| - | ------- | ---- | --- | --------------------------- |
| 1 | E II    |      | Екатерина Вторая (до своей кончины)                                                                                            | (1762—1796)                 |
| 2 | M       |      | Мария Фёдоровна (жена Павла I) (до смерти мужа)                                                                                | (1796—1801)                 |
| 3 | EM      |      | Елизавета Алексеевна (жена Александра I) и её свекровь Мария Фёдоровна (вдова Павла I) (до смерти Александра I и его жены)     | (1801—1825)                 |
| 4 | АM      |      | Александра Фёдоровна (жена Николая I) и её свекровь Мария Фёдоровна (вдова Павла I) (до смерти Марии Фёдоровны)                | (1825—1828)                 |
| 5 | A       |      | Александра Фёдоровна (жена Николая I) (до смерти мужа)                                                                         | (1828—1855)                 |
| 6 | MА      |      | Мария Александровна (жена Александра II) и её свекровь Александра Фёдоровна (вдова Николая I) (до смерти Александры Фёдоровны) | (1855—1860)                 |
| 7 | M       |      | Мария Александровна (жена Александра II) (до своей кончины)                                                                    | (1860—1880)                 |
| 8 | M       |      | Мария Фёдоровна (жена Александра III) (до смерти мужа)                                                                         | (1881—1894)                 |
| 9 | MA      |      | Александра Фёдоровна (жена Николая II) и её свекровь Мария Фёдоровна (вдова Александра III) (до революции)                     | (1894—1917)                 |
|   |         |      | |                             |